# Dusan Djuric
Dusan Djuric (ur. 16 września 1984 w Halmstad) – piłkarz szwedzki pochodzenia serbskiego grający na pozycji ofensywnego pomocnika.

## Kariera klubowa
W latach 80. jego rodzice wyemigrowali do Szwecji, a tam rozpoczął karierę piłkarską w klubie Halmstads BK. Grał w młodzieżowych drużynach tego klubu, a w 2003 roku zadebiutował w Allsvenskan w wieku 19 lat. Już w pierwszym sezonie wywalczył sobie miejsce w pierwszej jedenastce, a Halmstad zajęło wówczas 9. pozycję w lidze. Pierwszy sukces osiągnął rok później, w 2004 roku, gdy jego zespół został wicemistrzem Szwecji, do ostatniej kolejki walcząc o tytuł z Malmö FF. W 2005 roku nie odniósł większego sukcesu z Halmstad, a na jesień wystąpił w Pucharze UEFA. Natomiast w 2006 roku zajął z Halmstad dopiero 11. pozycję i zespół uniknął degradacji.
W styczniu 2008 przeszedł do szwajcarskiego FC Zürich, z którym podpisał kontrakt do 2012 roku.
W 2012 roku podpisał 3,5-letni kontrakt z pierwszoligowym Valenciennes FC. We wrześniu 2013 roku przeszedł do Odense BK na zasadzie wypożyczenia. Pod koniec marca 2014 doznał kontuzji stopy, która wyłączyła go z gry na 2 miesiące. W maju 2014 wrócił do francuskiego klubu. W lipcu 2014 przeszedł do szwajcarskiego FC Aarau, z którym podpisał roczny kontrakt z możliwością przedłużenia o kolejny.
| Sezon   | Klub            | Kraj       | Rozgrywki    | Mecze | Bramki | Rozgrywki Europy   | Mecze | Bramki |
| ------- | --------------- | ---------- | ------------ | ----- | ------ | ------------------ | ----- | ------ |
| 2003    | Halmstads BK    | Szwecja    | Allsvenskan  | 22    | 1      | –                  | –     | –      |
| 2004    | Halmstads BK    | Szwecja    | Allsvenskan  | 23    | 2      | –                  | –     | –      |
| 2005    | Halmstads BK    | Szwecja    | Allsvenskan  | 25    | 3      | –                  | –     | –      |
| 2006    | Halmstads BK    | Szwecja    | Allsvenskan  | 22    | 3      | –                  | –     | –      |
| 2007    | Halmstads BK    | Szwecja    | Allsvenskan  | 24    | 7      | –                  | –     | –      |
| 2007/08 | FC Zürich       | Szwajcaria | Super League | 7     | 1      | Liga Europy UEFA   | 4     | 0      |
| 2008/09 | FC Zürich       | Szwajcaria | Super League | 35    | 9      | –                  | –     | –      |
| 2009/10 | FC Zürich       | Szwajcaria | Super League | 30    | 8      | Liga Mistrzów UEFA | 6     | 0      |
| 2010/11 | FC Zürich       | Szwajcaria | Super League | 33    | 7      | –                  | –     | –      |
| 2011/12 | FC Zürich       | Szwajcaria | Super League | 13    | 3      | Liga Europy UEFA   | 4     | 0      |
| 2011/12 | Valenciennes FC | Francja    | Ligue 1      | 5     | 0      | –                  | –     | –      |
| 2012/13 | Valenciennes FC | Francja    | Ligue 1      | 0     | 0      | –                  | –     | –      |
| 2013/14 | Odense Boldklub | Dania      | Superligaen  | 2     | 0      | –                  | –     | –      |

Stan na: 25 lipca 2013 r.

## Kariera reprezentacyjna
Do 2006 roku uważany obecnie za jeden z największych talentów szwedzkiej piłki Djuric występował w młodzieżowej reprezentacji Szwecji U-21. W 2004 roku wystąpił z nią na Młodzieżowych Mistrzostwach Europy w Niemczech, a ze Szwecją zajął na nich 4. miejsce. W pierwszej reprezentacji „Trzech Koron” swój pierwszy mecz rozegrał 26 stycznia 2005, a Szwecja zremisowała 0:0 z Meksykiem.

## Życie prywatne
Jego rodzice pochodzą z Loznicy.